# Нокара
Нока̀ра (на италиански: Nocara) е село и община в Южна Италия, провинция Козенца, регион Калабрия. Разположено е на 859 m надморска височина. Населението на общината е 407 души (към 2012 г.).